# فريتز هيرزوغ
فريتز هيرزوغ (بالإنجليزية: Fritz Herzog)‏ هو رياضياتي أمريكي، ولد في 6 ديسمبر 1902، وتوفي في 21 نوفمبر 2001.